# Енгельталь
Енгельталь (нім. Engelthal) — громада в Німеччині, розташована в землі Баварія. Підпорядковується адміністративному округу Середня Франконія. Входить до складу району Нюрнбергер-Ланд. Складова частина об'єднання громад Генфенфельд.
Площа — 13,63 км2. Населення становить 1088 ос. (станом на 31 грудня 2020).

## Галерея

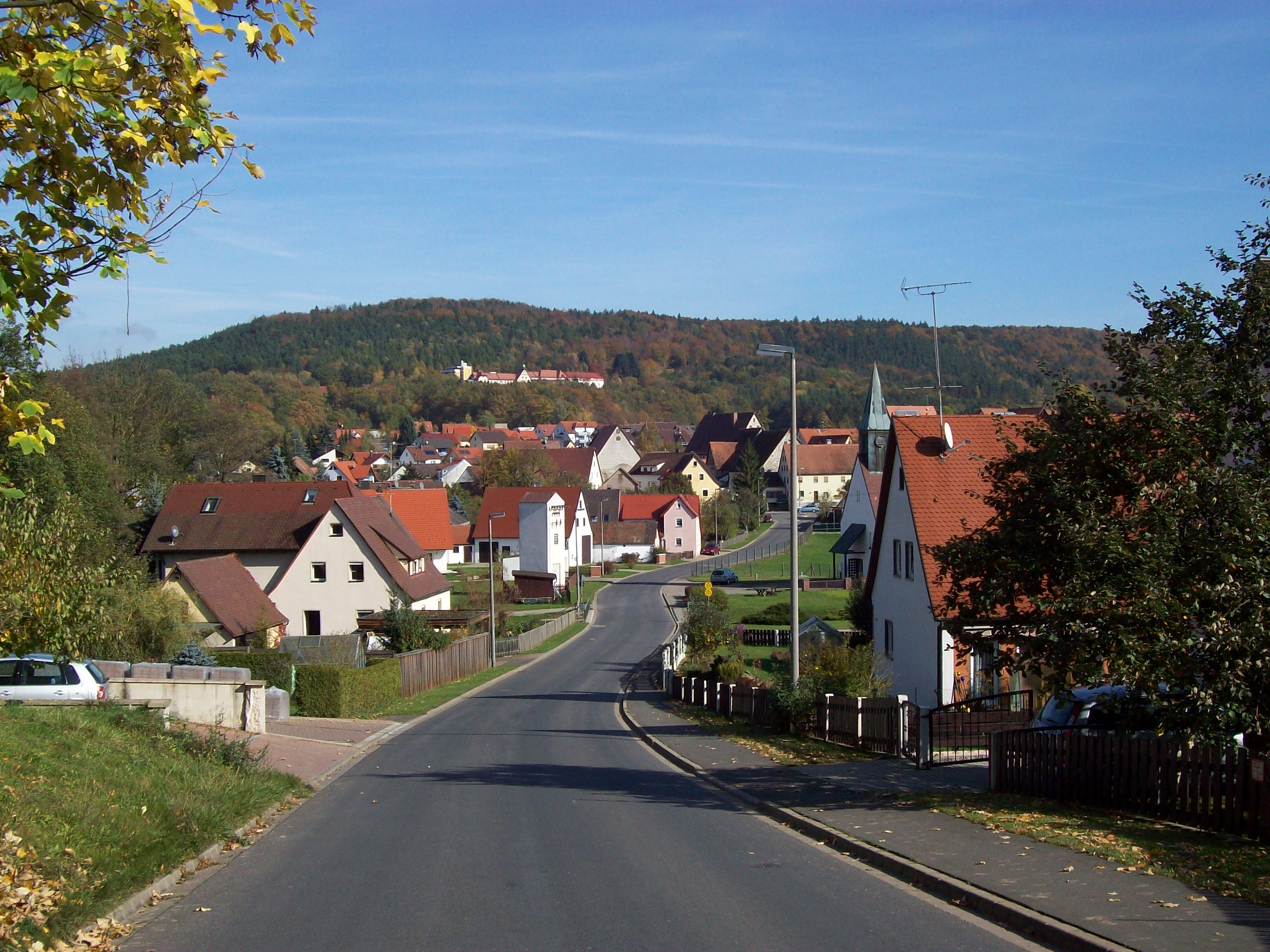
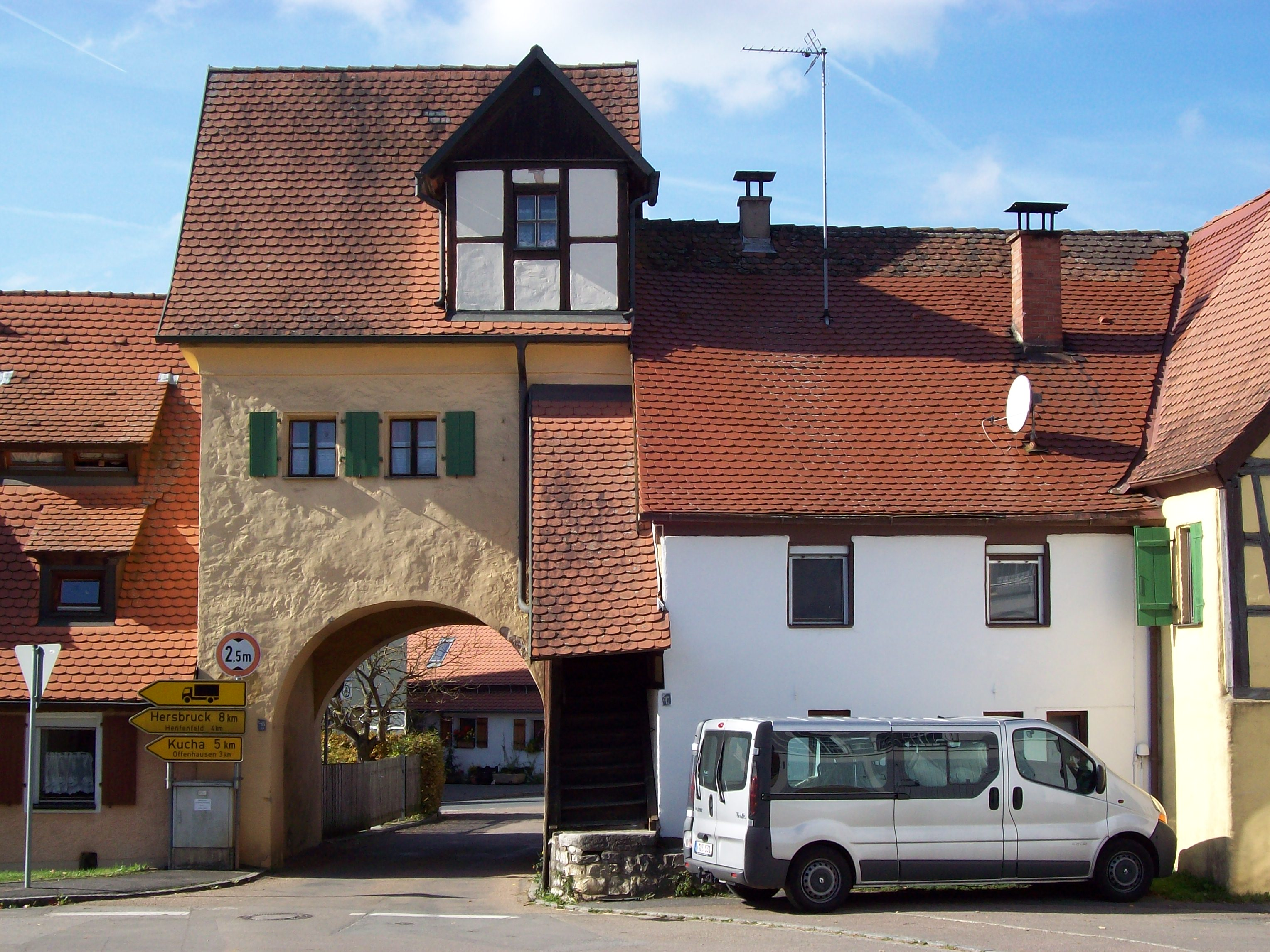
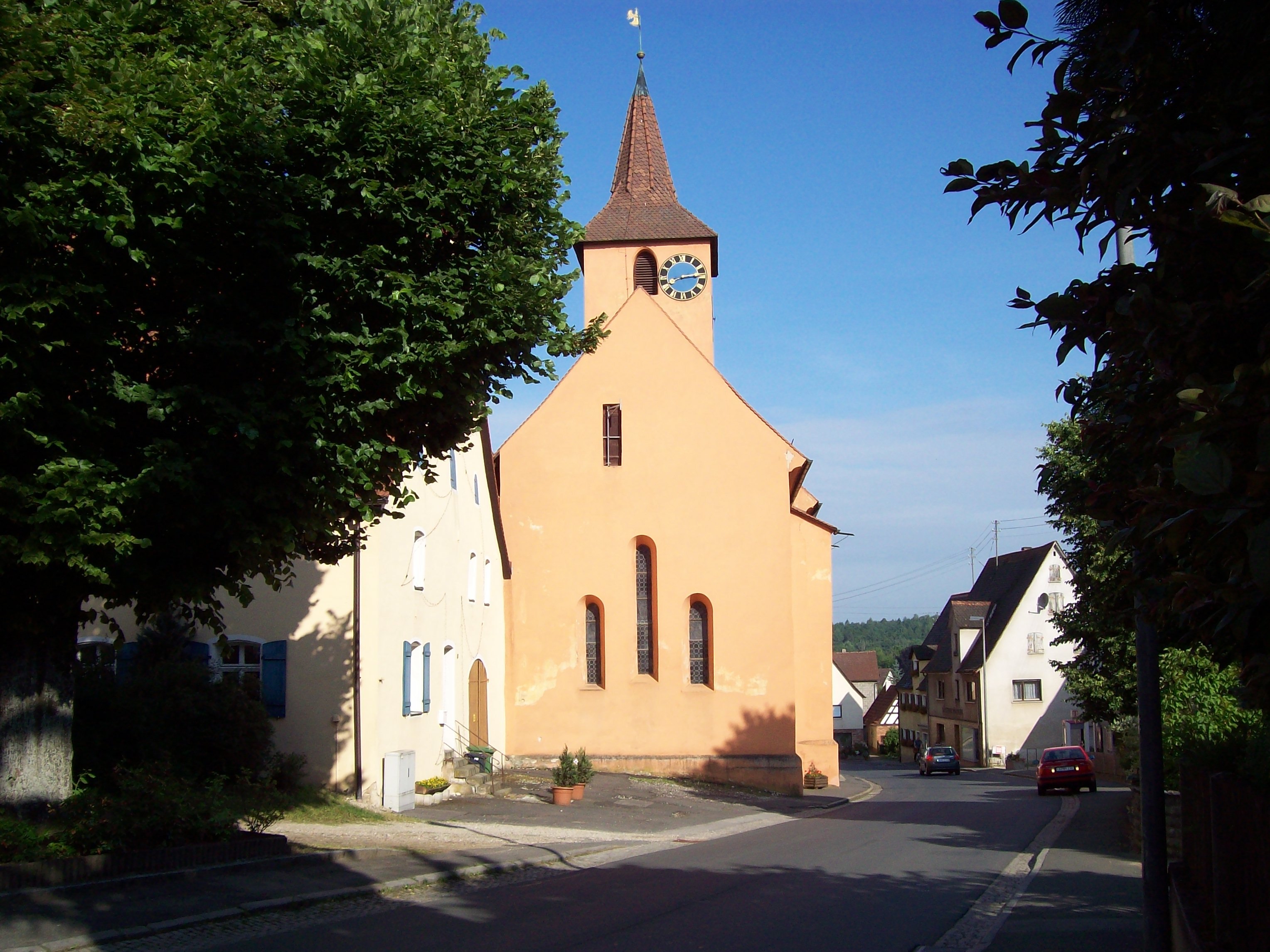